# فرد ستيوارت (لاعب الجسر)
فرد ستيوارت (بالإنجليزية: Fred Stewart)‏ هو لاعب الجسر ‏ أمريكي، ولد في 1948.